# Ázere
Ázere é uma aldeia pertencente à freguesia de Ázere, concelho de Tábua, distrito de Coimbra, distando 6 km da Vila de Tábua, 17,2 km de Santa Comba Dão e 25,7 km da Vila de Arganil, sendo banhada pelo Rio Mondego.
Actualmente, a sua população composta por cerca de 250 habitantes, a maioria possuindo um nível de escolaridade baixo (4º- 6º ano de escolaridade). Esta dedica-se ao trabalho agrícola, à criação de gado, à construção cívil e ao comércio local.
As culturas mais frequentes são: a batata, o feijão, a aveia, a cebola, a alface, o tremoço, o tomate, o pimento, o pepino, a abóbora e o milho.
As principais criações de gado são: galinhas, ovelhas, bois, coelhos, patos, porcos, cabras e perus.

## Evolução da População da Freguesia
| Número de habitantes | Número de habitantes | Número de habitantes | Número de habitantes | Número de habitantes | Número de habitantes | Número de habitantes | Número de habitantes | Número de habitantes | Número de habitantes | Número de habitantes | Número de habitantes | Número de habitantes | Número de habitantes | Número de habitantes | Número de habitantes |
| -------------------- | -------------------- | -------------------- | -------------------- | -------------------- | -------------------- | -------------------- | -------------------- | -------------------- | -------------------- | -------------------- | -------------------- | -------------------- | -------------------- | -------------------- | -------------------- |
| 1864                 | 1878                 | 1890                 | 1900                 | 1911                 | 1920                 | 1930                 | 1940                 | 1950                 | 1960                 | 1970                 | 1981                 | 1991                 | 2001                 | 2011                 | 2021*                |
| 389                  | 360                  | 338                  | 352                  | 346                  | 358                  | 368                  | 405                  | 435                  | 390                  | 355                  | 278                  | 270                  | 294                  | 247                  | 207                  |

- Valor provisório

## Património
- Pelourinho de Ázere
- Igreja Paroquial - Ázere
- Capela da Nossa Senhora da Paz - Ázere
- Capela de Santo António - Ázere
- Coreto de Ázere

## Código Postal
Ázere
3420 - 011 Ázere TBU

## Escolas
- Escola Primária de Ázere  (em 2011 passou a jardim de infância )

## Associações
- ACUREDEPA (IPSS) Ázere
- LAFA (Liga dos Amigos da Freguesia de Ázere)

## Festas e Romarias
- Romaria da Nossa Srª da Paz - penultimo domingo de agosto - Ázere